# Vesanto
Vesanto es un municipio de Finlandia ubicado en la región de Savonia del Norte.
En 2022, el municipio tenía una población de 1894 habitantes, de los que unos ochocientos vivían en la capital municipal, Vesannon kirkonkylä.
Se ubica unos 50 km al oeste de la capital regional Kuopio, con la cual está conectada a través de la carretera 551. Aunque existen varios lagos de mayor importancia en el término municipal, el topónimo procede del lago Vesantojärvi, en cuyo extremo septentrional se ubica la capital municipal.

## Historia
En la época del tratado de Nöteborg de 1323, esta zona era un terreno rústico que los habitantes de Tavastia usaban únicamente para caza y pesca, cerca de la frontera oriental del Österland. En torno al siglo XVI comenzó a habitarse como parte del territorio de la parroquia de Rautalampi. En 1857 se construyó la iglesia del pueblo. El actual municipio se separó de Rautalampi en 1871, aunque algunas áreas del sur y suroeste no se añadieron al término municipal hasta unos años más tarde.